# Альбтальбан
48°55′41″ пн. ш. 8°27′06″ сх. д. / 48.92803° пн. ш. 8.45165° сх. д.
Альбтальбан (нім. Albtalbahn) — залізниця на півдні Німеччини, що пролягає від Карлсруе через Еттлінген до Бад-Герренальба з відгалуженням до Іттерсбаха. 
Залізниця належить і управляється, як частина штадтбану Карлсруе, Albtal-Verkehrs-Gesellschaft (AVG).

## Історія

### Еттлінгенське відгалуження
Місто Еттлінген отримало залізничне сполучення в 1844 році з відкриттям нинішньої станції Еттлінген-Західний на Баденській магістралі, але станція була далеко від міста і не могла задовольнити потреби його населення та промисловості. 
Тому місто наполягало на споруджені короткого відгалуження до центру міста. 
Оскільки державні залізниці Великого Герцогства Баден не були зацікавлені в будівництві лінії, місто Еттлінген попросило дозвіл на будівництво за власний кошт.
25 серпня 1885 року відкрито першу дистанцію стандартної колії від станції Еттлінген-Західний до Ербпринц, а 15 липня 1887 року відбулося відкриття іншої дистанції до станції Еттлінген-штадт. 
Управління цією лінією передали державним залізницям Великого Герцогства Баден, які почали експлуатувати 17 щоденних пасажирських поїздів у кожному напрямку. 
Розклад включав як маршрутні поїзди, що курсують до станції Еттлінген-Західний, так і наскрізні поїзди, що курсують з Еттлінгену до Карлсруе.
Окрім сполучення Еттлінгена із залізничною мережею, лінія обслуговувала зростаючий приміський трафік між Карлсруе та Еттлінгеном. 
Однак розширення сполучення між двома містами було неможливим через обмежену пропускну здатність залізниці між Карлсруе та Еттлінген-Західний, тому незабаром відбулось обговорення будівництва прямого залізничного сполучення з Рюппурром.

### Будівництво Альбтальбану
Ще в 1870 році розпочали планування залізниці від Карлсруе через Еттлінген і Північний Шварцвальд до Бад-Герренальба. 
У той час долина була популярним місцем для населення Карлсруе; крім того, промислові підприємства в Еттлінгені та Карлсруе, що розвивалися, були важливим джерелом доходу для населення навколишніх сіл — це означало, що багатьом робітникам доводилося щодня довго ходити пішки до своїх робочих місць. 
Більше було недостатньо послуг диліжансів, які курсували раз на день.
Еттлінген спочатку опирався проєкту, оскільки побоювався, що будівництво прямого залізничного сполучення призведе до того, що Карлсруе анексує Еттлінген. 
Цей ризик не вважався таким великим, якби запропоновану лінію будували як вузькоколійку. 
Після отримання ліцензії на будівництво залізниці від урядів Бадена (1896) і Вюртембергу (1897) будівництво можна було розпочати. 
Альбтальбан проходила в регіоні Вюртемберг в Герренальбі, але, на відміну від Мургтальбану, що пролягала неподалік, це не викликало великих труднощів для будівництва та експлуатації лінії.
Перша дистанція між Карлсруе та Еттлінгеном була відкрита 1 грудня 1897 р., дистанція Еттлінген — Фрауенальб — 14 травня 1898 р., а дистанція Фрауенальб — Герренальб — 2 липня 1898 р. 
Відгалуження на Іттерсбах відкрили 10 квітня 1899 р., що зробило з Бузенбах залізничний вузол. 

Лінія Еттлінген-Західний — Еттлінген-штадт була побудована як двоколійна лінія, а послуги були інтегровані в Альбтальбан. 
Двоколійну колію продовжили до Бузенбаха в 1899 році та до Еценрота в 1906 році, щоб покращити вантажний трафік. 
У 1898 році Альбтальбан передано Badische Lokal-Eisenbahnen Aktiengesellschaft (Баденська місцева залізнична компанія, BLEAG), новоствореній дочірній компанії Westdeutsche Eisenbahn-Gesellschaft (Західнонімецька залізнична компанія, WeEG).

### Розвиток Альбтальбану
Для видалення диму від паровозів Альбтальбану з вулиць Карлсруе, дистанцію Карлсруе — Еттлінген електрифікували на 550 вольт постійного струму в 1898 році. 
Тепер від Герренальба до Еттлінгена курсували електровози, а на південь від Еттлінгена — паровози. 
Вугільну електростанцію побудували в Зеегофі між Рюппурром і Еттлінгеном для забезпечення електрикою залізниці.
Оскільки електровози Альбтальбан себе добре зарекомендували, розглянули розширення електрифікації для всього Альбтальбану, але перевагу надали перемінному струму високої напруги через велику відстань. 
Тому після 1910 року операції на базі постійного струму залишили, а операції на основі перемінного струму почалися в 1911 році на всій лінії. 
Хоча використовувалася однофазна система змінного струму з напругою 8000 вольт 25 Гц (пізніше збільшена до 8800 вольт), у місті Карлсруе до 1936 року потяги могли рухатися лише при напрузі 650 вольт постійного струму. Електростанцію в Зеегофі переобладнали для забезпечення живлення перемінного струму.
Під час будівництва станції Карлсруе-Головний в 1910—1915 рр. північну кінцеву станцію Альбтальбану довелося тричі переміщати в межах Карлсруе. 
Спочатку станція була розташована на Еттлінгер-штрассе поблизу Фестплац, але 26 лютого 1910 року її перенесли на Байертгаймер-Алле поблизу Германн-Біллінг-штрассе, дозволяючи Еттлінгер-штрассе звільнити для будівництва нової трамвайної лінії. 
Раніше на новому місці на «старій» Клозештрассе були роз’їзди для Альбтальбану. 
З 7 квітня 1910 року Альбтальбан більше не пролягав на схід від Міського парку, а натомість прямував далі на захід між проспектом Байертгаймер та (новою) Бангофштрассе колишнім маршрутом державної залізниці до Дурмерсгайма (Рейнська залізниця), тепер шлях «нової» Клозештрассе. 
Після відкриття тимчасової кінцевої зупинки 19 січня 1914 року на північному кінці (нової) Бангофштрассе, з 22 березня 1915 року кінцеву станцію перенесли на Ебертштрассе, де вона перебуває й досі. 
Технічні проблеми та брак енергетичного вугілля змусили BLEAG в 1917 році значно обмежити роботу з електричним рухомим складом, іноді повністю відмовляючись від обслуговування. 
Надійне електропостачання знову стало доступним лише після перетворення електростанції на трансформаторну станцію та її підключення до новозбудованої ГЕС Мург. 
Тож з 1922 року електропоїзди знову почали курсувати.
Рух Альбтальбаном збільшився в перші роки її функціонування, але після Першої світової війни залізниця зіткнулася з дедалі більшими економічними труднощами. 
Трафік можна було підтримувати лише за фінансової підтримки округу Карлсруе, що призвело до скорочення трафіку. 
У середині 1920-х років місто Карлсруе запровадило паралельне автобусне сполучення між Карлсруе та Рюппурром, що знизило економічну доцільність залізниці.
BLEAG зазнав проблеми під час Великої депресії та збанкрутував. 
Німецька залізнична операторська компанія (Deutsche Eisenbahn-Betriebs-Gesellschaft, DEBG) придбала Альбтальбан в 1932 році після банкрутства BLEAG. 
Через модернізацію, а саме впровадження вантажного трафіку, DEBG вдалося підвищити економічну доцільність залізниці.
Будівництво шосе в середині 1930-х років внесло деякі зміни в трасу Альбтальбану. 
Це означало, що лінію між Рюппурром і Еттлінгеном перенесли на схід, так що залізниця й шосе йшли одним маршрутом. 
Одночасна модернізація Герренальбер-штрассе в Рюппуррі як під’їзної дороги, також вимагало перебудови залізниці між Даммершток і замком Рюпппурр.
Під час Другої світової війни Альбтальбан кілька разів був атакований винищувачами, але пошкодження були відносно незначними. 
Однак руйнація мосту через станцію Карлсруе-Сортувальний, наприкінці війни, потребувало кількох місяців реконструкції, щоб відновити Альбтальбан до Даммерштоку.

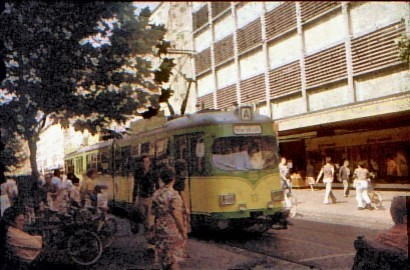
Зчленований поїзд Альбтальбану у центрі Карлсруе (1978)

### Перешиття колії та підключення до трамвайної мережі
Після Другої світової війни як лінія, так і рухомий склад були в напівзруйнованому стані, потребуючи комплексної модернізації. 
Проте DEBG мало цікавилася продовженням роботи залізниці. 
У політичних дебатах про майбутнє Альбтальбану ініціативу взяло місто Карлсруе. 
Головним чином воно було зацікавлене у налагодженні сталого приміського сполучення між Карлсруе, Рюппурр і Еттлінгеном і усуненні необхідності пасажирам пересідати на станції Карлсруе-Альбтальбангоф із потягів Альбтальбан на трамваї. Тому міськрада Карлсруе запропонувала перешити колію залізниці на стандартну та підключити її до міської трамвайної мережі.
За ініціативи землі Баден-Вюртемберг 1 квітня 1957 року засновано Albtal-Verkehrs-Gesellschaft (Транспортна компанія долини Альбу, AVG), яка перейняла Альбтальбан від DEBG і негайно почала її реконструкцію. 
Ця робота включала заміну електричного обладнання на 750 вольт постійного струму. 
Першу дистанцію від Карлсруе-Альбтальбангоф до Рюппурр відкрили 18 квітня 1958 року. 
Відтоді електричні вагони Альбтальбан прямували від Альбтальбангоф до центру Карлсруе, тому більшості пасажирів не доводилось здійснювати пересадку. 

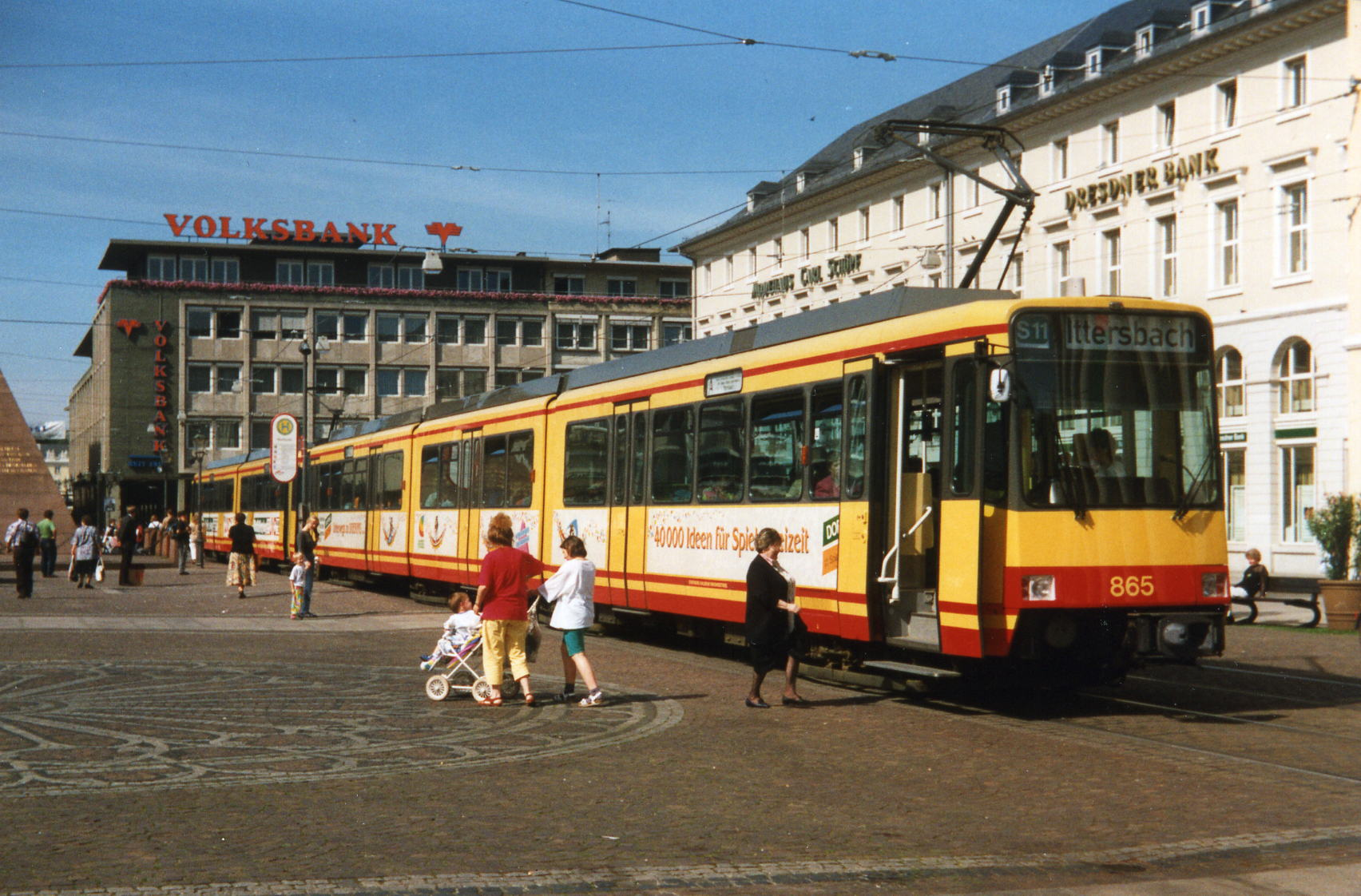
Потяг Альбтальбану на Марктплаці, Карлсруе (1994)

Додаткові дистанції були відкриті до Еттлінгена 15 травня 1959 року, до Бузенбаха — 15 квітня 1960 року, до Етценрота — 12 травня 1960 року, до Маркцелла — 12 грудня 1960 року та до Герренальба — 1 вересня 1961 року. 

Навіть після перешиття колії в 1957—1975 рр. залізницю й далі модернізували, включно з будівництвом центру сигналізації в Еттлінгені (1967), переплануванням дистанцій Альбтальбангоф — Даммерсток (1977) та Рюппурр — Еттлінген-Нойвізенребен (1988), модернізацією колії для забезпечення максимальної швидкості 80 км/год (до 1983) та спорудженням другої колії між Етлінгеном і Бузенбахом (1989–1990). 
У Штайнхойсле також вдосконалено колію, задля спорудження зупинки на вимогу, яка мала лише платформу біля залізничного переїзду та яку фінансували місцеві мешканці. 

Різноманітні оновлення дозволили постійно покращувати обслуговування пасажирів на лінії. 
Час в дорозі на метровій колії Альбтальбану між Карлсруе та Герренальбом був приблизно 70 хвилин. 
До 1979 року час в дорозі скорочено до 46 хвилин, а на початок 2020-х — лише 35 хвилин із щільнішим трафіком, ніж у минулому.
Хоча сполучення з міською трамвайною мережею фізично дозволяло трамваям рухатися по лінії, Альбтальбан залишався юридично залізницею та мав відповідати стандартам проєктування магістральної залізниці та стандартам безпеки. Досвід, який Карлсруе накопичив в інтеграції роботи між трамваєм і залізницею, зрештою призвів до подальших розробок, у яких спеціально розроблені транспортні засоби могли курсувати як магістральними залізницями, так і трамвайною мережею міста. 
Таким чином, Альбтальбан став першим елементом штадтбану Карлсруе, який згодом став моделлю використання техніки трамвай-потяг для сполучення регіональних залізничних маршрутів із муніципальними трамвайними мережами в інших містах Європи. 

## Операції

### Маршрут
Північна кінцева станція Альбтальбану — Карлсруе-Альбтальбангоф, розташована приблизно за 200 м на захід від вокзалу станції Карлсруе-Головний. 
Проте трамваї, що курсують залізницею Альбтальбану, продовжують рух на північ від Альбтальбангофу, коліями міських трамваїв під орудою Verkehrsbetriebe Karlsruhe. 

На південь від Альбтальбангофу Альбтальбан прямує під коліями станції Карлсруе-Головний та вантажної обхідної залізниці Карлсруе. 
Перші 10 км, аж до Бузенбаха, залізниця є двоколійною та обслуговує 11 проміжних зупинок, кілька з яких обслуговують місто Еттлінген. 
Безпосередньо перед станцією Еттлінген-штадт відгалуження завдовжки 1,5 км, призначене лише для вантажного трафіку, сполучає Альбтальбан з магістральною залізницею. 
На схід від Еттлінген-штадт розташовано депо Albtal-Verkehrs-Gesellschaft і одностороннє кільце для послуг, що закінчується в Еттлінгені. 

У Бузенбаху лінія розгалужується на дві лінії, кожна з яких має одну колію з односторонніми кільцями. 
Відгалуження на Іттерсбах спочатку прямує на захід, а потім перетинає залізницю на Бад-Герренальб естакадою. 
Залізниця до Бад-Герренальба має довжину 15,8 км і прямує через п’ять проміжних зупинок, перш ніж досягти кінцевої. 
Відгалуження до Іттерсбаха має довжину 14,7 км і вісім проміжних зупинок. 
На прикінці кожного відгалуження є односторонні кільця.

### Пасажирський трафік
Пасажирські послуги Альбтальбану забезпечуються маршрутами S1 і S11 штадтбану Карлсруе, під орудою Albtal-Verkehrs-Gesellschaft (AVG). 
Типове обслуговування в непіковий час складається з шести поїздів на годину, два з яких закінчуються в Еттлінгені, а два продовжують рух відгалуженнями. 
Більший трафік в годину пік, менший — в неділю або ввечері. 

Трафік ліній S1 і S11 продовжуються на північ від Альбтальбанбангоф, міськими трамвайними коліями, під орудою Verkehrsbetriebe Karlsruhe, а потім на північ від Карлсруе Гардтбаном, що належить AVG, до Лінкенгайм-Гохштеттену. 

### Вантажний трафік
Вантажний трафік незначний на Альбтальбані і обмежуються транспортно-експедиторськими операціями та періодичним завантаженням лісу в Бузенбаху. 
Ці операції виконують дизельні локомотиви AVG, а вантажні вагони приймають DB Cargo або SBB Cargo на станції Карлсруе-Вантажний.

## Основні станції

### Карлсруе-Альбтальбангоф

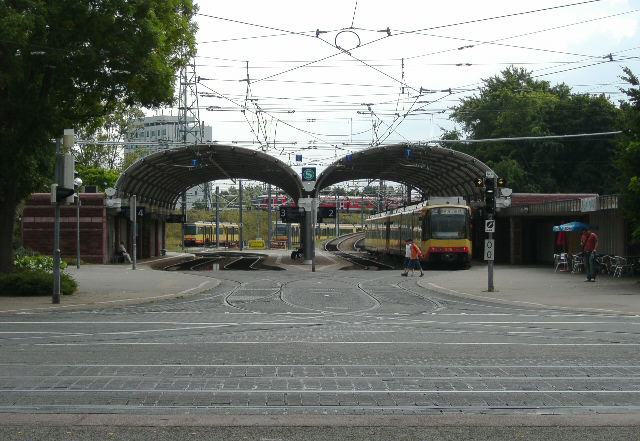
Альбтальбангоф, на межі мереж трамваю Карлсруе (спереду) і Альбтальбану (позаду). Ліва пара колій використовується Альбтальбаном, а права пара для ліній штадтбану S4/S41 та S51

Станція Альбтальбангоф (станція Альбтальбану) на Ебертштрассе, яку спочатку побудували в 1915 році, перебудували після перешиття колії на чотири платформи та сполучили через трикутну розв'язку з трамвайною мережею Карлсруе. 
Сполучна колія з Карлштрассе дозволяє розвертати транспортні засоби. 
Будівлю вокзалу знесли в 1959 році, на її місці побудували малоповерхову будівлю з касою. 
У 1988 році AVG побудувала на станції двопролітний навіс, який охоплює всі чотири колії.
У 1996 році під час розширення мережі міських залізничних станцій Карлсруе було повністю перебудовано залізничні колії. 
Була побудована сполучна колія до станції Карлсруе-Головний, що дозволяє продовжувати сполучення через Альбтальбангоф на лініях до Дурмерсгайма та Карлсруе-Вест. 
Відтоді поїзди на Альбтальбану використовують платформні колії 3 і 4, тоді як лінії штадтбану S4, S41 і S51 курсують коліями 1 і 2. 
Депо із вісьмома коліями було побудовано в 1996 році та розширено у 2006 році.

### Еттлінген-штадт

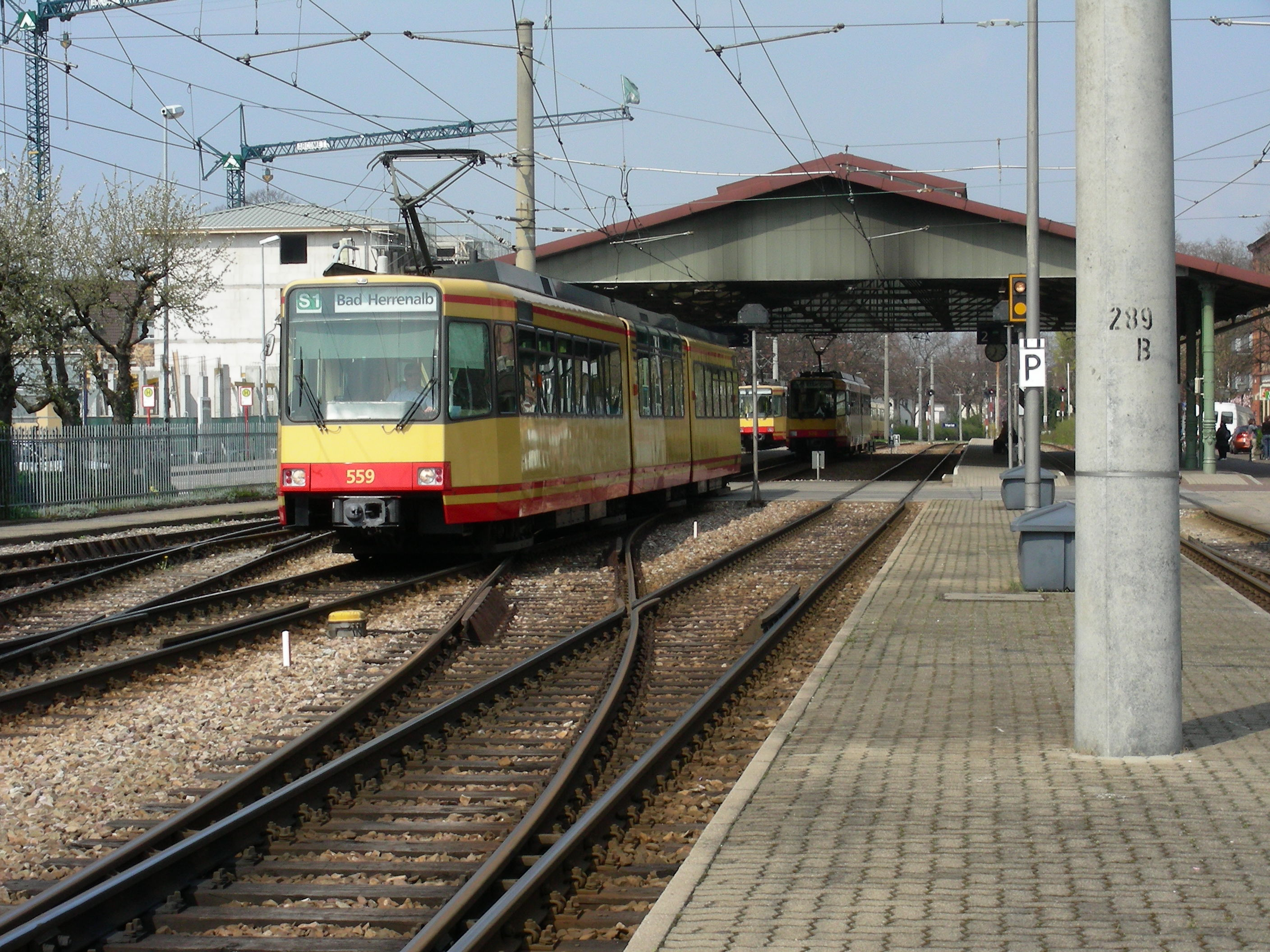
Станція Еттлінген-штадт із вокзалом, побудованим в 1986 році

Диспетчерська Альбтальбану перебуває біля станції Еттлінген-штадт між станціями Ербпринц та Альбгаубад. Чотириколійний станційний навіс існує на станції Еттлінген-штадт з 1986 року. 
У вокзалі розміщено центральний центр сигналізації для AVG і квиткову касу. 
До станції належать два депо — вагонне і вантажне, кілька під’їздів і одностороннє кільце в Альбгаубаді.

### Бузенбах
Станція Бузенбах має дві платформні колії, що на південь від неї лінії до Бад-Герренальба та Іттерсбаха розділяються. 
Перонний зал, побудований у вигляді дерев’яної ферми в 1990 році, охоплює обидві колії. 
Колії перебудували у 2006 році та доповнили мостом, яким залізниця до Іттерсбаха прямує через сусіднє шосе. Головне депо AVG, яке побудували на початку існування Альбтальбану, розташовувалося на захід від лінії до Герренальбу до 1971 року. 
Після відкриття депо в Еттлінгені старе головне депо закрили й замінили вантажним навісом.

### Бад-Герренальб

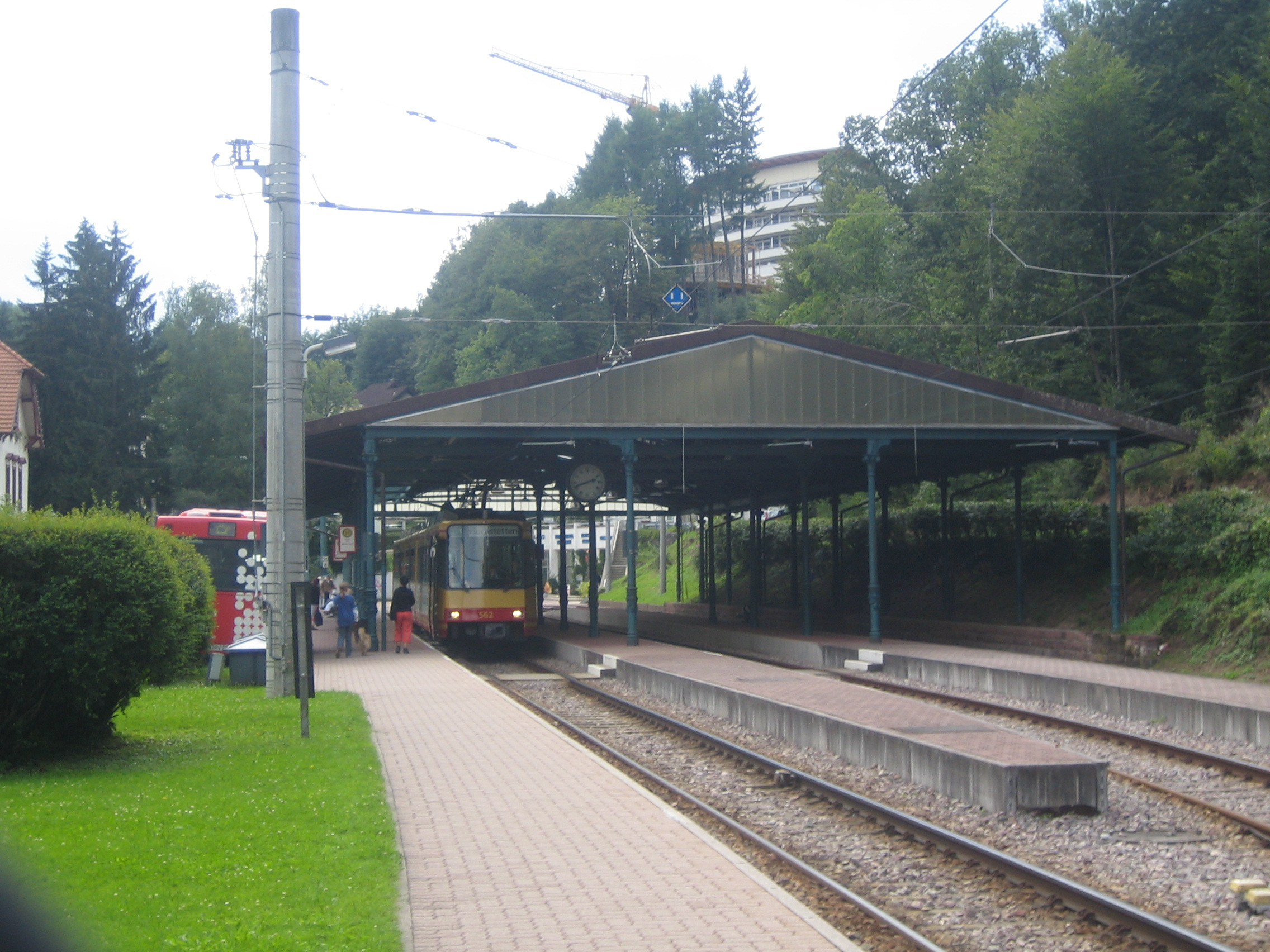
Станція Бад-Герренальб із вокзалом, побудованим в історичному стилі

Станція Бад-Герренальб набула історичного вигляду наприкінці 1970-х років, щоб відповідати історичним послугам паровозів на Альбтальбані. 
На додаток до навісу, побудованого в 1978 році, який охоплює всі три колії, встановлено водяний кран, історичний, механічний дисплей, дзвін і семафор. 
Частини вокзалу перемістили з історичного вокзалу Баден-Баден, який закрили в 1977 році. 
Вокзал відреставрували й відкрили ресторан.

## Рухомий склад

### Рухомий склад часів AVG
У 1958—1969 рр. компанія AVG придбала загалом 21 шести- та восьмивісних зчленованих вагонів Duewag для роботи на Альбтальбані з переробленим габаритом. 
У 1961—1967 рр. шестивісні вагони були модернізовані на восьмивісні. 
Вагони використовувалися на Альбтальбані до 1984 року, після чого експлуатувались в трамвайній мережі Карлсруе ще 15—20 років. 
Вісім із них згодом передали мережі Тімішоарського трамваю в Румунії, де вони працювали кілька років, але зараз усі вилучені з експлуатації.
У 1975 році придбали ще чотири восьмивісних вагонів AVG 22–25. 
Ці вагони, придбані у Waggon Union, мали більш сучасний, кутастий вигляд, але технічно сумісні з наявними вагонами. 
Вони залишалися в експлуатації на Альбтальбані приблизно до 1987 року, а потім працювали в трамвайній мережі Карлсруе.
У 1983–1992 рр. рухомий склад Альбтальбану повністю замінили на 60 шести- та восьмивісних вагонів GT6-80C та GT8-80C, з яких близько 40 було потрібно для використання на лініях S1 та S11. 
Вагони були варіантом легкорейкового вагона типу B в односторонньому виконанні та мали загалом 93 місця у шестивісній версії та 117 у восьмивісній версії.
У 2018-2021 рр. вагони GT6-80C і GT8-80C були послідовно замінені нещодавно придбаними моделями NET 2012. 
Ці вагони з низькою підлогою мають безбар’єрний доступ до платформ і повністю кондиціоновані.
AVG використовує дизельні локомотиви у вантажному трафіку з 1959 року.